# Judentum in Zürich

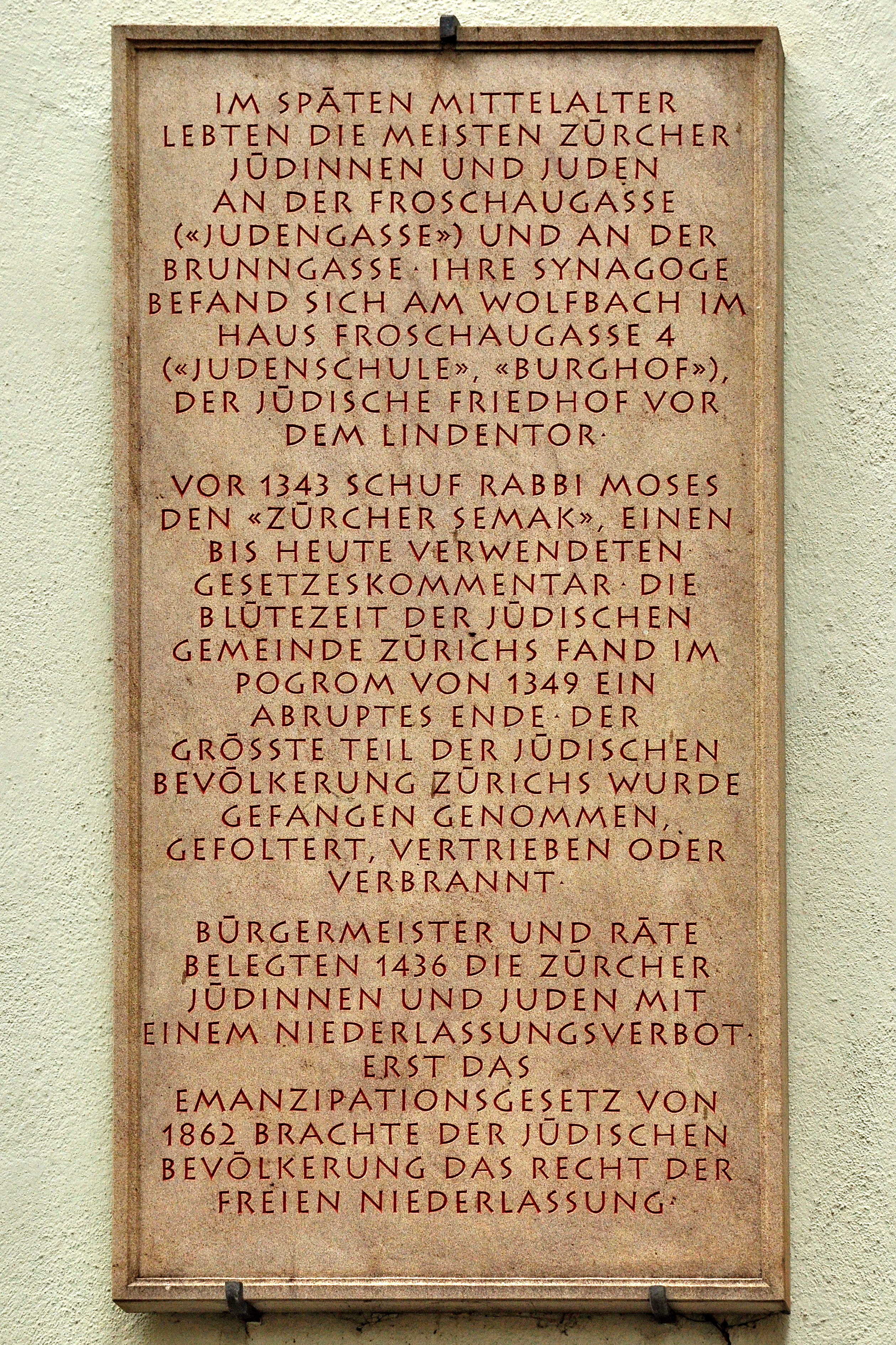
Gedenktafeln in der Froschaugasse an die Juden in Zürich im Mittelalter

Das Judentum in Zürich war im 20. Jahrhundert und ist heute stärker als in anderen Schweizer Städten vertreten und hat eine bis mindestens ins Hochmittelalter zurückgehende Geschichte.

## Geschichte

### Mittelalter
Zürichs erste jüdische Gemeinde wurde 1273 erstmals schriftlich erwähnt und wurde von der Stadt und deren Bevölkerung weitgehend geduldet. Bereits für das 14. Jahrhundert ist in Zürich eine Synagoge (judenschuol) in der Nähe der heutigen Froschaugasse belegt, an die die heutige Synagogengasse erinnert. Die Froschaugasse hiess damals Judengasse. Bedeutende, stilistisch auf die Zeit um 1330 datierte Wandmalereien, darunter mit hebräischer Beschreibung versehene Wappen, wurden 1996 in der Liegenschaft «Zum Brunnenhof» an der Brunngasse 8 entdeckt. Seit 2020 ist der Ort als Schauplatz Brunngasse öffentlich zugänglich. Die Bewohner des Hauses, das wohl auch als Treffpunkt der jüdischen Gemeinde diente, müssen einflussreiche Bürger gewesen sein, wahrscheinlich die Brüder Moses und Mordechai bzw. Gumprecht ben Menachem und ihre Mutter Minne. Rabbi Moses schuf in der ersten Hälfte des 14. Jahrhunderts den Gesetzeskommentar Zürcher Semak. Dennoch wurden der jüdischen Bevölkerung nicht die vollen Bürgerrechte gewährt. Viele waren als Kreditgeber tätig.
Als in den Jahren 1348/1349 die Pestepidemie in die Schweiz kam, wurden vielerorts die Juden für die Toten verantwortlich gemacht. Im gleichen Jahr, in dem der Basler Pogrom stattfand, kam es am 24. Februar 1349 auch in Zürich zu einem Pogrom, und die Juden der Stadt wurden gefoltert, umgebracht oder verbannt und vertrieben. Ihr Eigentum wurde unter den Nicht-Juden Zürichs verteilt, wobei sich Bürgermeister Rudolf Brun einen Löwenanteil sicherte. Die Synagoge wurde zerstört. Die Quellen weisen darauf hin, dass die Brüder ben Menachem und ihre Mutter Minne, die in der Brunngasse 8 wohnten, ebenfalls ermordet wurden.
Bereits 1354 siedelten sich wieder Juden in Zürich an. Die Anzahl der Mitglieder der zweiten jüdischen Gemeinde stieg gegen Ende des Jahrhunderts auf etwa 100 Personen (ca. 2 % der Stadtbevölkerung). Mit der Jahrhundertwende verschlechterte sich die rechtliche und wirtschaftliche Stellung der Juden in Zürich. So durften Juden ab 1404 gesetzlich nicht mehr gegen Christen vor Gericht aussagen, und 1423 wurden sie auf unbestimmte Zeit aus der Stadt vertrieben.

### 17. und 18. Jahrhundert
Die Rheinecker Juden, die aus anderen Städten verdrängt wurden, wurden immer zahlreicher. So ist im Jahr 1633 die von der Stadt geförderte Verfolgung und Vertreibung der Juden dokumentiert. Im Jahr 1634 wurde den Juden der Zutritt zur Stadt verboten, und ein Jude aus Lengnau, Samuel Eiron, wurde am 24. April wegen Gotteslästerung hingerichtet. Nach diesem Ereignis befahlen der Bürgermeister und der Stadtrat von Zürich ihren Herrschaftsvertreten (Landvögte) alle Juden von ihrem Land zu vertreiben. Obwohl diese Anordnung auch für die badische Grafschaft galt, durften etwa 20 jüdische Familien dort bleiben, nachdem der Landvogt Alphons Sonnenberg von Luzern den Rat von Zürich darauf hingewiesen hatte, dass seine Stellung ihn berechtigte, seinen Untertanen Schutz zu gewähren.
Im Jahr 1787 erhielten der jüdische Optiker Samson Henlein und sein Partner Nehemias Callmann unter dem Schutz von Castell-Remlingen die Erlaubnis, acht Tage in Zürich zu verbringen, um mit optischen Instrumenten zu handeln und ihr Handwerk auszuüben.

### 19. bis 21. Jahrhundert

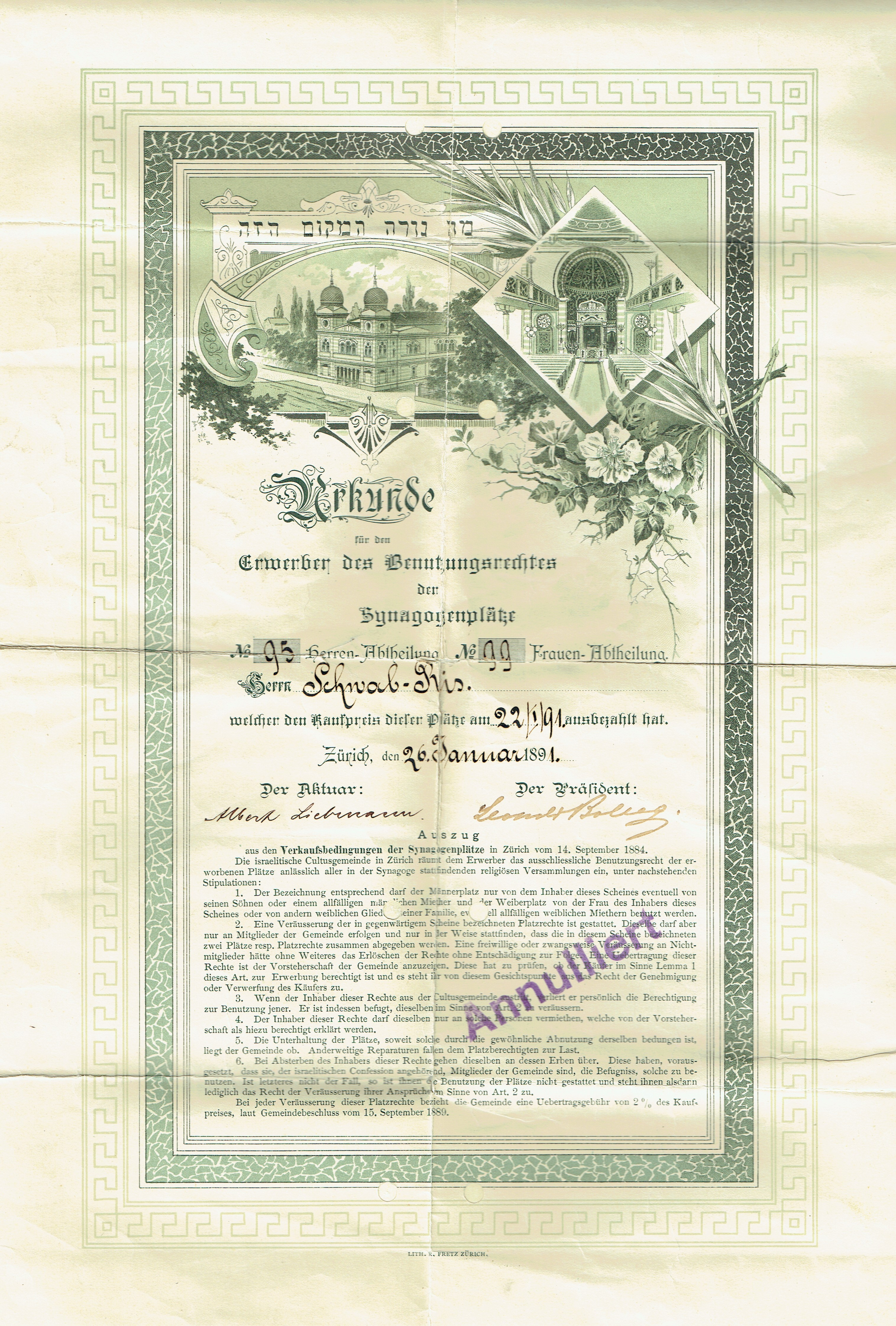
Urkunde für den Erwerb von Benutzungsrechten festgelegter Synagogenplätzen in der Zürcher Synagoge Löwenstrasse vom 26. Januar 1891

Im Laufe des 19. Jahrhunderts wurde die Situation der Zürcher Juden zunehmend paradox, da sich insbesondere die Regierung Frankreichs für die Wahrnehmung der Rechte ihrer jüdischen Mitbürger einsetzte, die in der Schweiz noch zahlreichen Diskriminierungen ausgesetzt waren. Mit ersten Zuzügern ab 1848 aus Endigen und Lengnau sowie später aus Osteuropa entstand eine kleine jüdische Gemeinde, die im Jahr 1862 100 Personen umfasste. In diesem Jahr gewährte der Kanton Zürich den Juden die freie Niederlassung. Im gleichen Jahr wurde der Israelitische Kultusverein gegründet, der später in Israelitische Cultusgemeinde umbenannt wurde. Zwei Jahre später hatte die Universität einen jüdischen Dekan, Max Büdinger, und seit 1883 bestand mit der Synagoge Löwenstrasse wieder ein jüdisches Gotteshaus in Zürich. Mit der Volksabstimmung von 1866 wurde den Juden in der Schweiz die Niederlassungsfreiheit und die volle Ausübung der Bürgerrechte zugestanden, was 1874 seinen Niederschlag in der neuen Bundesverfassung fand.
In der überhaupt ersten Volksinitiative auf Teiländerung der Bundesverfassung wurde im Jahre 1893 durch teilweise antisemitische Darstellungen und Argumentationen das von Juden praktizierte Schächten verboten. In der Schweiz muss seither koscheres Fleisch aus dem Ausland importiert werden.
1920 war der Anteil der jüdischen Bevölkerung mit 1,3 % auf dem Höhepunkt. Die Juden, die im ersten Viertel des 20. Jahrhunderts nach Zürich kamen, waren oft freiberuflich tätig: im Handel, in der Kleider- und Wäschekonfektion, in kaufmännischen Berufen, als Anwälte oder Ärztinnen und Ärzte. Auch die kleine Winterthurer Gemeinschaft, die im Gegensatz zur Zürcher kaum nach Osteuropa und mehr zu den süddeutschen Judendörfern ausgerichtet war, erlebte damals mit rund 150 Juden ihre Hochzeit. Koschere Läden und orthodoxe Schulen gab und gibt es aber nur in Zürich.
Während des Zweiten Weltkriegs kamen die meisten in die Schweiz geflüchteten Juden nach Zürich und erhielten dort von 1940 bis 1943 das Aufenthaltsrecht. Um den zahlreichen Juden zu helfen, die in der Schweiz Zuflucht suchten, wurden Gelder gesammelt. Diese wurden jedoch nicht von den Schweizer Behörden, sondern vom Schweizerischen Israelitischen Gemeindebund zusammengetragen. Der Sitz des 1933 gegründeten Zentralkomitees für Flüchtlingshilfe befand sich in Zürich. Da die Schweiz neutral war, war Zürich in den Jahren 1929 und 1937 Gastgeber des Zionistischen Weltkongresses, von dem der erste 1897 in Basel stattfand, organisiert von dem Journalisten Theodor Herzl.
Im Jahr 1945 machte die jüdische Bevölkerung Zürichs ungefähr 10'500 Personen aus, sank dann aber ab 1948 wieder. Seit 1970 hält sich die jüdische Bevölkerung in Zürich mehr oder weniger konstant bei etwa einem Prozent.
Die 1939 eröffnete Bibliothek der Israelitischen Cultusgemeinde Zürich wurde im Jahr 2009 zum Nationalen Kulturgut der Schweiz erklärt, da sie als bedeutendste Judaica-Bibliothek im deutschsprachigen Raum gilt.
Die im Jahr 1978 gegründete liberale Gemeinde «Or Chadasch» (dt. «Neues Licht») ist die älteste jüdisch-liberale Gemeinde des deutschsprachigen Bereichs seit dem Zweiten Weltkrieg.
Der Kanton Zürich verlieh mit der neuen Kantonsverfassung von 2005 der Israelitischen Cultusgemeinde Zürich und der 1978 gegründeten liberalen Gemeinden «Or Chadasch» die Anerkennung als öffentlich-rechtliche Körperschaften (die beiden anderen, orthodox geprägten Gemeinden verzichteten selbst darauf) und stellte sie damit den Landeskirchen gleich.
Ende 2020 wurden in Zürich die ersten sieben Stolpersteine verlegt, die an Opfer des Nationalsozialismus erinnern. In den Folgejahren kamen weitere Stolpersteine hinzu.

## Demographie
Heute leben um die 5000 Juden im Kreis 2 und Kreis 3, weitere Tausend leben auf dem restlichen Stadtgebiet. Die jüdische Bevölkerung besteht überwiegend aus Aschkenasim. Weitere sind Misrachim und Sephardim.
In Zürich finden sich Vertreter des orthodoxen und ultraorthodoxen sowie des liberalen (älteste liberale Gemeinde des deutschsprachigen Bereichs nach dem Zweiten Weltkrieg) und säkularen Judentums.

## Gemeinden
- Israelitische Cultusgemeinde Zürich (ICZ)
- Israelitische Religionsgesellschaft Zürich (IRGZ)
- Jüdische Gemeinde Agudas Achim Zürich
- Jüdische Liberale Gemeinde Or Chadasch Zürich

Die ICZ und die liberale Gemeinde Or Chadasch sind vom Kanton Zürich seit 2007 öffentlich-rechtlich anerkannt.
Im Kanton Zürich gibt es ausserhalb von Zürich nur noch in Winterthur, wo rund 80 Juden leben (2022), eine jüdische Gemeinde: die Israelitische Gemeinde Winterthur.

## Synagogen

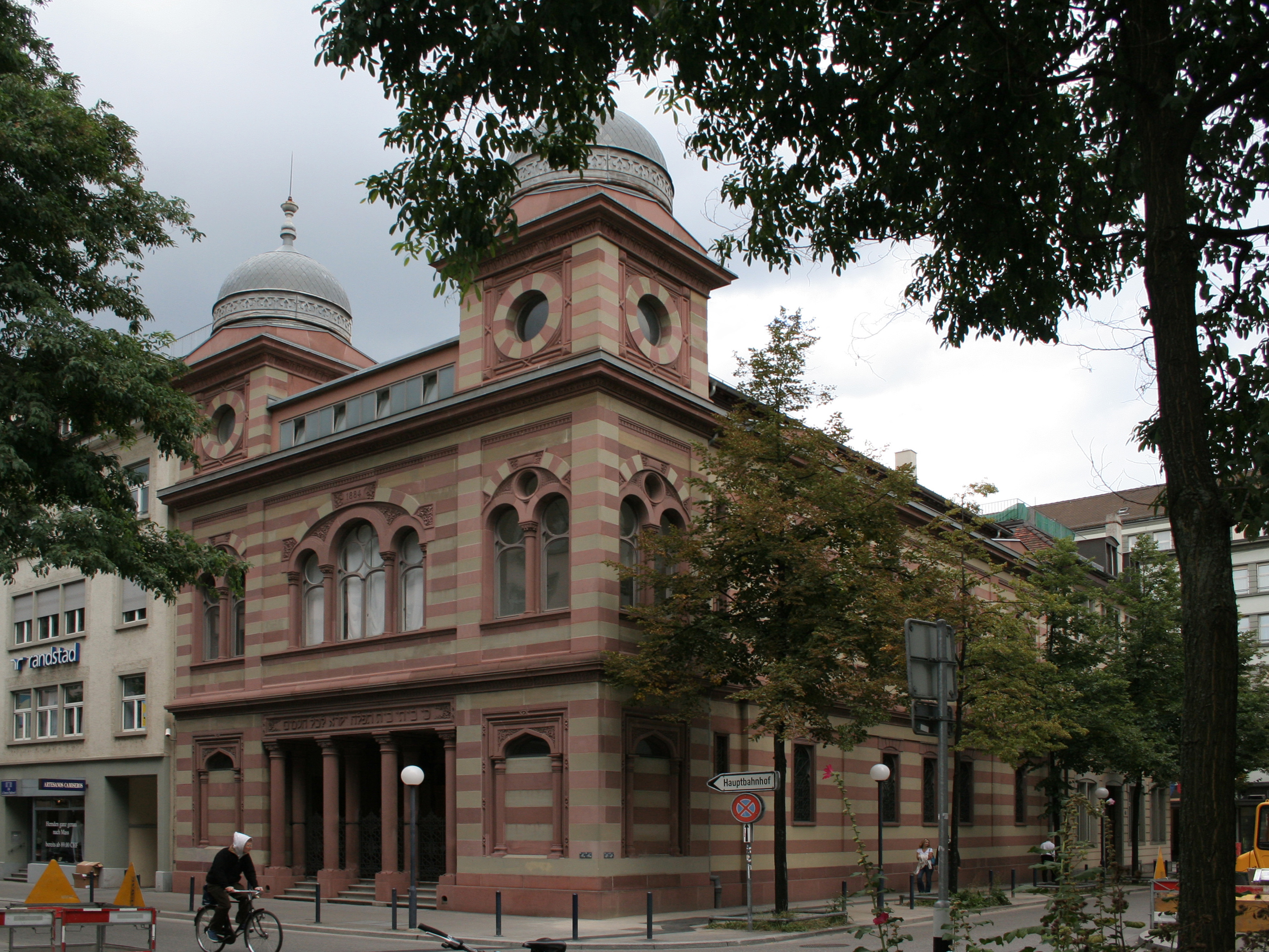
Synagoge Löwenstrasse

- Synagoge Löwenstrasse, ICZ, City, eingeweiht 1884, mehrfach erweitert und umgebaut
- Synagoge Freigutstrasse, IRGZ, Enge, eingeweiht 1924[21]
- Synagoge Agudas Achim, eingeweiht 1960

Zudem gibt es in Zürich rund zehn Betsäle.

## Persönlichkeiten (Auswahl)
- Alfred Stern (1846–1936), Historiker an der ETH Zürich
- Hermann Guggenheim (1859–1926), Lithograf und Gründer eines Ansichtskartenverlages.
- David Farbstein (1868–1953), Politiker (Nationalrat) und Zionist
- Albert Einstein (1879–1955), wurde im Jahr 1900 an der ETH zum Fachlehrer für Mathematik und Physik diplomiert, 1909–1911 Dozent an der Universität Zürich
- Rosa Bloch-Bollag (1880–1922), Vorkämpferin der Arbeiterbewegung
- Alexander Schaichet (1887–1964), Violinist, Bratschist und Dirigent, Gründer und Leiter des Kammerorchesters Zürich 1920–1943
- Regina Kägi-Fuchsmann (1889–1972), Frauenrechtlerin und humanitäre Aktivistin
- Leopold Szondi (1893–1986), Psychiater, von 1946 bis 1984 in Zürich wohnhaft
- Irma Schaichet (1895–1988), Konzertpianistin und Klavierpädagogin
- Lazar Wechsler (1896–1981), Filmproduzent
- Kurt Guggenheim (1896–1983), Schriftsteller
- Tadeus Reichstein (1897–1996), Chemiker und Nobelpreisträger
- Florence Guggenheim-Grünberg (1898–1989), Aktivistin und Kulturhistorikerin
- Willy Guggenheim (1900–1977), Maler
- Kurt Hirschfeld (1902–1964), Regisseur und Dramaturg
- Leopold Lindtberg (1902–1984), Regisseur und Direktor am Schauspielhaus Zürich
- Felix Bloch (1905–1983), Physiker und Nobelpreisträger
- Elias Canetti (1905–1994), Schriftsteller und Nobelpreisträger
- Veit Wyler (1908–2002), Rechtsanwalt und zionistischer Politiker
- Rolf Liebermann (1910–1999), Komponist
- Max G. Bollag (1913–2005), Kunsthändler und Original
- Hans Josephsohn (1920–2012), Bildhauer
- Sigi Feigel (1921–2004), Rechtsanwalt und Präsident der ICZ 1972–1987
- André Kaminski (1923–1991), Schriftsteller
- Pinkas Braun (1923–2008), Schauspieler
- Victor Fenigstein (1924–2022), Komponist und Klavierpädagoge
- Robert Frank (1924–2019), Fotograf
- Franz Wurm (1926–2010), Autor und Übersetzer
- Konrad Feilchenfeldt (* 1944), Literaturwissenschaftler
- Roger Schawinski (* 1945), Medienunternehmer und Medienpionier
- Charles Lewinsky (* 1946), Schriftsteller
- Iris Ritzmann (* 1962), Medizinhistorikerin und Präsidentin JLG Zürich
- Daniel Jositsch (* 1965), Professor für Strafrecht an der Universität Zürich und Zürcher Ständerat
- Anatole Taubman (* 1970), Schauspieler
- Thomas Meyer (* 1974), Schriftsteller

## Friedhöfe

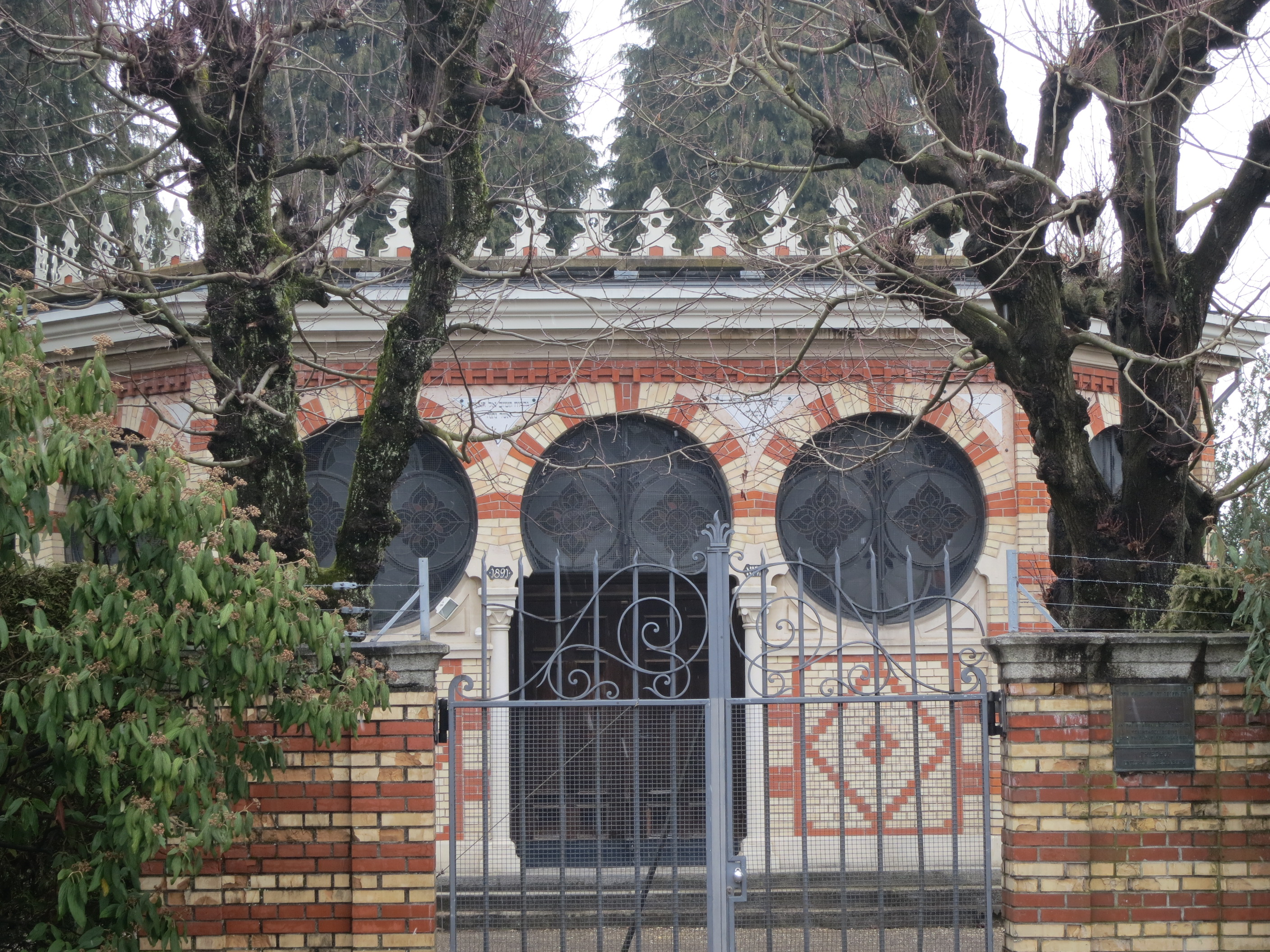
Abdankungshalle auf dem Friedhof Unterer Friesenberg

| Name                                                   | Gemeinde | Lage                      | Eröffnung | Fläche (m2) | Kommentar                                                  |
| ------------------------------------------------------ | -------- | ------------------------- | --------- | ----------- | ---------------------------------------------------------- |
| Israelitischer Friedhof Agudas-Achim                   | JGAA     | Albisrieden               | 1913      | 6500        |                                                            |
| Israelitischer Friedhof Binz                           | IRGZ     | Witikon (bei Pfaffhausen) | 1936      | 7090        |                                                            |
| Israelitischer Friedhof am Schützenrain                | JLG      | Albisrieden               | 1982      | 1800        |                                                            |
| Israelitischer Friedhof Steinkluppe am Steinkluppenweg | IRGZ     | Unterstrass               | 1899      | 0875        | seit 1936 nur noch ausnahmsweise Bestattungen              |
| Israelitischer Friedhof Oberer Friesenberg             | ICZ      | Wiedikon                  | 1952      | 34.618      |                                                            |
| Israelitischer Friedhof Unterer Friesenberg            | ICZ      | Wiedikon                  | 1866      | 17.354      | mehrfach erweitert, seit 1952 nur noch wenige Bestattungen |